# ستار سعد
ستار سعد (5تشرين الثاني/نوفمبر 1990- ) مغني عراقي، فاز بلقب برنامج ذا فويس: أحلى صوت (الموسم الثاني) عام 2014

## حياته ومشواره الفني
ولد في البصرة ونشأ في بغداد
شارك في برنامج مثلث النجوم ولم تكتمل مشاركته في البرنامج بسبب ظروفه المادية، اكتشف أهله موهبته وشجّعوه على تنميتها، فكان يغنّي في الكثير من الحفلات والمهرجانات. يحبّ الموسيقى الهادئة، ومثاله الأعلى في الفنّ كاظم الساهر

## مشاركته في ذا فويس
شارك في ذا فويس: أحلى صوت (الموسم الثاني) على شاشة إم بي سي 4، فكان طريقاً ليوصل صوته إلى العالم كلّه، مشاركتة في ذا فويس كانت لسببين؛ الأوّل يتعلّق بمستقبله الفنّي وتطوير خبرته وأدائه، أمّا السبب الثاني فهو عائلي شخصي، إذ إنّه يريد إعانة عائلته ومساعدتها لتحسين وضعها بعدما خسر والده كثيراً في مهنته.
حقّق حلمه بلقاء الفنان كاظم الساهر والانضمام إلى فريقه، بعد أن إلتفّ[بحاجة لشرح] له ثلاثة مدرّبين، ليختار بدوره الفنان كاظم الساهر، وهذه إحدى أجمل الهدايا التي تلقّاها ستار في حياته، بعد العلم العراقي في أحد مهرجانات بغداد.
كان ستار سعد ضمن فريق مواطنه الفنان كاظم الساهر تنافس في النهائي مع المصرية[من؟] وهم من فريق شيرين عبد الوهاب ومع مواطنه سيمور جلال الذي كان مع فريق صابر الرباعي أيضا مع السورية هالة القصير من فريق عاصي الحلاني
في 31 آذار/مارس 2014 فاز ستار بلقب ذا فويس بعد أن حصل على أعلى الأصوات في الحلقة النهائية
إلى جانب فوزه بلقب ‘أحلى صوت’، حصل ستار سعد على عقد إنتاج وتوزيع موسيقي من شركة ‘Universal Music Group’ العالمية، بالإضافة إلى سيارة ‘شيفروليه كامارو اس اس′ الرياضية الجديدة – موديل 2014، إلى جانب مشاركته في برنامج ‘على شط بحر الهوى’ إلى جانب أبرز نجوم العالم العربي على إم بي سي 1.
في نوفمبر عام 2016 شارك بأوبريت حمل عنوان«الإمارات نحبها» من كلمات الشاعر مأمون نطاح ولحن الأغنية نصرت البدر، وقام بتوزيعها مهند غازي، أما الإخراج فللعراقي عدنان أحمد بمشاركة مجموعة فنانين عراقيين تقديرا منهم وامتتنانا لما يلقاه المواطن العراقي في دولتهم ووقوفها مع بلدهم 
عام 2020 انضم لشركة ميوزيك إز ماي لايف وتري لإنتاج أعماله

## أغانيه في ذا فويس
| الأغنية                            | المطرب الأصلي |
| ---------------------------------- | ------------- |
| أمل منك (مرحلة الصوت وبس)          | فلكلور عراقي  |
| صدق مخطوبة يا فلانة                | علي العيساوي  |
| البنت العربية                      | جمعة العربي   |
| طالعة من بيت أبوها - مع علي حسن    |               |
| الغشاشة مع كاظم الساهر وخولة مجاهد | عراقي         |
| عليك اسأل                          | عراقي         |
| ام عيون حراقة                      | عراقي         |
| العيون                             | راشد الماجد   |
| يا أمي                             | منذر حسن      |
| انت عارف                           | عراقي         |
| واكدللي - صلوا على نبينا           | حسين الجسمي   |
| طيارة                              | عراقي         |
| يا من خذيتي                        | عراقي         |

## فيديو كليبات
| الأغنية                               | المخرج           | المنتج                | العام |
| ------------------------------------- | ---------------- | --------------------- | ----- |
| ما صار شي                             | رواء جواد        | ام سي بي ميوزك        | 2012  |
| سلم-لاتقولوله                         | رواء جواد        | ام سي بي ميوزك        | 2013  |
| هب الهوا هب                           | عادل سرحان       | يونيفرسال ميوزك       | 2014  |
| كم عطاك                               | مصطفى العبد الله | يونيفيرسال ميوزك      | 2015  |
| ميت بلياك                             | رأفت البدر       | الريماس ميوزك         | 2015  |
| الإمارات نحبها                        | عدنان أحمد       |                       | 2016  |
| تواعدنا                               | إيهاب الراشد     | اتش أف أم             | 2017  |
| حلاوة بغدادي                          | مصطفى العبد الله | إنتاج خاص             | 2017  |
| شوفو أسود الرافدين                    | إيهاب الراشد     | اتش أف أم             | 2018  |
| أحبك واضحة                            | إيهاب الراشد     | روتانا                | 2018  |
| عافيتي بمشاركة أحمد فاضل وحيدر الأسير | باسم الدبي       | اتش أف أم             | 2018  |
| عشق مجنون                             | إيهاب الراشد     | اتش أف أم             | 2018  |
| أبهيبتك يا عراق                       | سفيان ناصر       | عمار فراس الحمداني    | 2018  |
| حبني أكثر بمشاركة بسام مهدي           | سامر محمود       | إنتاج خاص             | 2018  |
| هانت يا قلبي                          | غاييل سيسين      | العربي الجديد         | 2019  |
| هلا بغداد بمشاركة شذى حسون            | أنور الياسري     | مدينة بغداد الإعلامية | 2019  |
| عايش                                  | فلاح حسن         | أتش أف أم             | 2020  |
| كفو                                   | محمد خليل        | جلجل                  | 2020  |
| وعد شرف                               | سهى شقير         | وتري                  | 2020  |
| إحساس صفر                             | ريشا سركيس       | وتري                  | 2021  |
| تعال نطير بمشاركة لمياء جمال          | رامي نبهة        | وتري                  | 2022  |
| قلب أبيض                              | رندلى قديح       | وتري                  | 2022  |
| هلا بصرتنا                            | هاشم جاسم        | وتري                  | 2022  |
| لو ملكوني العالم                      | ريشا سركيس       | وتري                  | 2023  |

## أغاني منفردة
- (2013): مجنوني
- (2013): يا عذاب
- (2015): حركة أوطاني مع سيف عامر
- (2015): نام يل ولد
- (2015): انا وياك للوحة
- (2015): مو مشكلة
- (2015): ملينا الغربة
- (2016): تعذبني بالغيبة
- (2016): هانت يا قلبي
- (2016): شارد شارد
- (2016): ميت بلياك
- (2016): عليهم
- (2017): كملت صدك
- (2018): أحبك واضحة
- (2018): حنان الكون مع أحمد حداد و نزار الفارس
- (2018): أول بشر-أحبك طوخ
- (2018):عشق مجنون
- (2018):آخر ليلة
- (2019):لا أبالي
- (2019):ترباة قلبي
- (2020):تقهرني
- (2020):على فراكة
- (2021):إحساس صفر
- (2021):يا والدي
- (2021):نجمة
- (2022):قلب أبيض[7]
- (2022:هلا بصرتنا

### في السينما
| سنة الإنتاج | الفيلم    | الشخصية |
| ----------- | --------- | ------- |
| 2020        | إلى بغداد |         |

## المهرجانات التي شارك فيها
- العراق: مهرجان كلنا العراق، نادي العلوية بغداد
- المغرب: مهرجان موازين
- الإمارات العربية المتحدة: الشارقة
- الولايات المتحدة: ديترويت، شيكاغو
- العراق: حفل افتتاح بغداد مول
- كندا: حفل انيسيا كروب تورنتو

## الجوائز
- العراق:تكريم من وكالة المساء كأفضل فنان شاب لعام 2017
- العراق:تكريم من مهرجان أوتنابشتم للإبداع 2019
- الإمارات العربية المتحدة:جائزة أفضل فنان صاعد في العالم العربي ضمن فعاليات مهرجان Milano FilmFare Middle East Achievers Night في دبي 2021[8]